# Großer Preis von Frankreich 1986
Der Große Preis von Frankreich 1986 (offiziell 72e Grand Prix de France) fand am 6. Juli auf dem Circuit Paul Ricard in Le Castellet statt und war das achte Rennen der Formel-1-Weltmeisterschaft 1986.

## Berichte

### Hintergrund
Infolge des tödlichen Unfalls von Elio de Angelis im Mai hatte man sich entschlossen, den Großen Preis von Frankreich auf einer verkürzten Variante des Circuit Paul Ricard auszutragen, die den Streckenabschnitt, in dem sich der Unfall ereignet hatte, nicht beinhaltete und außerdem die insgesamt fast zwei Kilometer lange Mistral-Gerade, auf der sehr hohe Geschwindigkeiten erreicht wurden, halbierte.
Patrick Tambay kehrte nach einer dreiwöchigen Verletzungspause ins Fahrerfeld zurück.

### Training
Ayrton Senna sicherte sich zum fünften Mal in der laufenden Saison die Pole-Position. Erneut folgten die Williams-Piloten Nigel Mansell und Nelson Piquet auf den Startplätzen zwei und drei. René Arnoux qualifizierte sich als Vierter vor Alain Prost und Michele Alboreto.

### Rennen
Während Alboreto durch einen Fehler beim Start auf den 24. Rang zurückfiel, ging Mansell vor Senna und Arnoux in Führung. Im Laufe der ersten Runde kollidierten Teo Fabi und Derek Warwick. Beide mussten zwecks Reparaturen an ihren Fahrzeugen die Box ansteuern.
In der vierten Runde kam Senna auf Öl, welches der Minardi M185B von Andrea de Cesaris infolge eines Motorschadens verloren hatte, ins Rutschen, prallte in die Streckenbegrenzung und schied aus. Mansell führte dadurch mit deutlichem Vorsprung vor Arnoux. Der zu diesem Zeitpunkt drittplatzierte Gerhard Berger wurde von den beiden McLaren-Piloten Prost und Keke Rosberg unter Druck gesetzt und konnte diesem bis zur neunten Runde standhalten. Kurz nachdem er hinter die beiden Kontrahenten zurückgefallen war, kollidierte er mit Christian Danner und musste einen unplanmäßigen Boxenstopp einlegen, der ihn auf den 16. Rang zurückwarf.
Bis zur 18. Runde gelangten beide McLaren-Fahrer an Arnoux vorbei auf die Plätze zwei und drei. Als Mansell an der Box seine Reifen wechseln ließ, übernahm Prost die Führung, die der Brite jedoch in der 37. Runde zurückeroberte, wobei er die Vorteile der neuen Reifen ausnutzte. Er siegte schließlich vor Prost und Piquet. Rosberg wurde Vierter vor den beiden Ligier-Piloten Arnoux und Jacques Laffite.

## Meldeliste
| Team                           | Nr. | Fahrer             | Chassis        | Motor                         | Reifen |
| ------------------------------ | --- | ------------------ | -------------- | ----------------------------- | ------ |
| Marlboro McLaren International | 01  | Alain Prost        | McLaren MP4/2C | TAG/Porsche TTE PO1 1.5 V6t   | G      |
| Marlboro McLaren International | 02  | Keke Rosberg       | McLaren MP4/2C | TAG/Porsche TTE PO1 1.5 V6t   | G      |
| Data General Team Tyrrell      | 03  | Martin Brundle     | Tyrrell 015    | Renault EF15 1.5 V6t          | G      |
| Data General Team Tyrrell      | 04  | Philippe Streiff   | Tyrrell 015    | Renault EF15 1.5 V6t          | G      |
| Canon Williams Honda Team      | 05  | Nigel Mansell      | Williams FW11  | Honda RA166E 1.5 V6t          | G      |
| Canon Williams Honda Team      | 06  | Nelson Piquet      | Williams FW11  | Honda RA166E 1.5 V6t          | G      |
| Motor Racing Developments      | 07  | Riccardo Patrese   | Brabham BT55   | BMW M12/13 1.5 L4t            | P      |
| Motor Racing Developments      | 08  | Derek Warwick      | Brabham BT55   | BMW M12/13 1.5 L4t            | P      |
| John Player Special Team Lotus | 11  | Johnny Dumfries    | Lotus 98T      | Renault EF15B 1.5 V6t         | G      |
| John Player Special Team Lotus | 12  | Ayrton Senna       | Lotus 98T      | Renault EF15B 1.5 V6t         | G      |
| West Zakspeed Racing           | 14  | Jonathan Palmer    | Zakspeed 861   | Zakspeed 1500/4 1.5 L4t       | G      |
| West Zakspeed Racing           | 29  | Huub Rothengatter  | Zakspeed 861   | Zakspeed 1500/4 1.5 L4t       | G      |
| Team Haas (USA) Ltd            | 15  | Alan Jones         | Lola THL2      | Ford Cosworth GBA 1.5 V6t     | G      |
| Team Haas (USA) Ltd            | 16  | Patrick Tambay     | Lola THL2      | Ford Cosworth GBA 1.5 V6t     | G      |
| Barclay Arrows BMW             | 17  | Christian Danner   | Arrows A8      | BMW M12/13 1.5 L4t            | G      |
| Barclay Arrows BMW             | 18  | Thierry Boutsen    | Arrows A8      | BMW M12/13 1.5 L4t            | G      |
| Benetton Formula Ltd           | 19  | Teo Fabi           | Benetton B186  | BMW M12/13 1.5 L4t            | P      |
| Benetton Formula Ltd           | 20  | Gerhard Berger     | Benetton B186  | BMW M12/13 1.5 L4t            | P      |
| Osella Squadra Corse           | 21  | Piercarlo Ghinzani | Osella FA1H    | Alfa Romeo 890T 1.5 V8t       | P      |
| Osella Squadra Corse           | 22  | Allen Berg         | Osella FA1F    | Alfa Romeo 890T 1.5 V8t       | P      |
| Minardi F1 Team                | 23  | Andrea de Cesaris  | Minardi M185B  | Motori Moderni 615-90 1.5 V6t | P      |
| Minardi F1 Team                | 24  | Alessandro Nannini | Minardi M185B  | Motori Moderni 615-90 1.5 V6t | P      |
| Équipe Ligier                  | 25  | René Arnoux        | Ligier JS27    | Renault EF15 1.5 V6t          | P      |
| Équipe Ligier                  | 26  | Jacques Laffite    | Ligier JS27    | Renault EF15 1.5 V6t          | P      |
| Scuderia Ferrari SpA SEFAC     | 27  | Michele Alboreto   | Ferrari F1/86  | Ferrari 032 1.5 V6t           | G      |
| Scuderia Ferrari SpA SEFAC     | 28  | Stefan Johansson   | Ferrari F1/86  | Ferrari 032 1.5 V6t           | G      |

## Klassifikationen

### Qualifying
| Pos. | Fahrer             | Konstrukteur           | Qualifikationstraining 1 | Qualifikationstraining 1 | Qualifikationstraining 2 | Qualifikationstraining 2 | Start |
| Pos. | Fahrer             | Konstrukteur           | Zeit                     | Ø-Geschwindigkeit        | Zeit                     | Ø-Geschwindigkeit        | Start |
| ---- | ------------------ | ---------------------- | ------------------------ | ------------------------ | ------------------------ | ------------------------ | ----- |
| 01   | Ayrton Senna       | Lotus-Renault          | 1:06,526                 | 206,337 km/h             | 1:06,807                 | 205,469 km/h             | 01    |
| 02   | Nigel Mansell      | Williams-Honda         | 1:06,755                 | 205,630 km/h             | 1:09,819                 | 196,606 km/h             | 02    |
| 03   | Nelson Piquet      | Williams-Honda         | 1:06,797                 | 205,500 km/h             | 1:07,184                 | 204,317 km/h             | 03    |
| 04   | René Arnoux        | Ligier-Renault         | 1:07,114                 | 204,530 km/h             | 1:07,075                 | 204,649 km/h             | 04    |
| 05   | Alain Prost        | McLaren-TAG-Porsche    | 1:07,270                 | 204,055 km/h             | 1:07,266                 | 204,067 km/h             | 05    |
| 06   | Michele Alboreto   | Ferrari                | 1:07,365                 | 203,768 km/h             | 1:09,161                 | 198,476 km/h             | 06    |
| 07   | Keke Rosberg       | McLaren-TAG-Porsche    | 1:07,545                 | 203,225 km/h             | 1:08,175                 | 201,347 km/h             | 07    |
| 08   | Gerhard Berger     | Benetton-BMW           | 1:07,835                 | 202,356 km/h             | 1:07,554                 | 203,197 km/h             | 08    |
| 09   | Teo Fabi           | Benetton-BMW           | 1:08,703                 | 199,799 km/h             | 1:07,818                 | 202,406 km/h             | 09    |
| 10   | Stefan Johansson   | Ferrari                | 1:07,874                 | 202,239 km/h             | 1:08,881                 | 199,283 km/h             | 10    |
| 11   | Jacques Laffite    | Ligier-Renault         | 1:07,913                 | 202,123 km/h             | 1:08,288                 | 201,013 km/h             | 11    |
| 12   | Johnny Dumfries    | Lotus-Renault          | 1:09,477                 | 197,573 km/h             | 1:08,544                 | 200,263 km/h             | 12    |
| 13   | Patrick Tambay     | Lola-Ford              | 1:09,108                 | 198,628 km/h             | 1:08,616                 | 200,052 km/h             | 13    |
| 14   | Derek Warwick      | Brabham-BMW            | 1:09,471                 | 197,590 km/h             | 1:08,905                 | 199,213 km/h             | 14    |
| 15   | Martin Brundle     | Tyrrell-Renault        | 1:09,044                 | 198,812 km/h             | 1:10,293                 | 195,280 km/h             | 15    |
| 16   | Riccardo Patrese   | Brabham-BMW            | 1:09,624                 | 197,156 km/h             | 1:09,436                 | 197,690 km/h             | 16    |
| 17   | Philippe Streiff   | Tyrrell-Renault        | 1:09,935                 | 196,279 km/h             | 1:09,700                 | 196,941 km/h             | 17    |
| 18   | Christian Danner   | Arrows-BMW             | 1:09,737                 | 196,837 km/h             | 1:10,614                 | 194,392 km/h             | 18    |
| 19   | Alessandro Nannini | Minardi-Motori Moderni | 1:09,792                 | 196,682 km/h             | 1:10,630                 | 194,348 km/h             | 19    |
| 20   | Alan Jones         | Lola-Ford              | 1:09,929                 | 196,296 km/h             | 1:10,733                 | 194,065 km/h             | 20    |
| 21   | Thierry Boutsen    | Arrows-BMW             | 1:09,987                 | 196,134 km/h             | 1:28,882                 | 154,438 km/h             | 21    |
| 22   | Jonathan Palmer    | Zakspeed               | 1:10,305                 | 195,246 km/h             | 1:10,511                 | 194,676 km/h             | 22    |
| 23   | Andrea de Cesaris  | Minardi-Motori Moderni | 1:11,483                 | 192,029 km/h             | 1:21,859                 | 167,688 km/h             | 23    |
| 24   | Huub Rothengatter  | Zakspeed               | 1:12,940                 | 188,193 km/h             | 1:12,163                 | 190,219 km/h             | 24    |
| 25   | Piercarlo Ghinzani | Osella-Alfa Romeo      | 1:13,997                 | 185,505 km/h             | 1:12,443                 | 189,484 km/h             | 25    |
| 26   | Allen Berg         | Osella-Alfa Romeo      | 1:18,866                 | 174,052 km/h             | 1:14,264                 | 184,838 km/h             | 26    |

### Rennen
| Pos. | Fahrer             | Konstrukteur           | Runden | Stopps | Zeit        | Start | Schnellste Runde |
| ---- | ------------------ | ---------------------- | ------ | ------ | ----------- | ----- | ---------------- |
| 01   | Nigel Mansell      | Williams-Honda         | 80     | 2      | 1:37:19,272 | 02    | 1:09,993 (57.)   |
| 02   | Alain Prost        | McLaren-TAG-Porsche    | 80     | 1      | + 17,128    | 05    | 1:10,859 (68.)   |
| 03   | Nelson Piquet      | Williams-Honda         | 80     | 0      | + 37,545    | 03    | 1:10,582 (66.)   |
| 04   | Keke Rosberg       | McLaren-TAG-Porsche    | 80     | 0      | + 48,703    | 07    | 1:11,402 (39.)   |
| 05   | René Arnoux        | Ligier-Renault         | 79     | 0      | + 1 Runde   | 04    | 1:10,227 (47.)   |
| 06   | Jacques Laffite    | Ligier-Renault         | 79     | 0      | + 1 Runde   | 11    | 1:11,220 (58.)   |
| 07   | Riccardo Patrese   | Brabham-BMW            | 78     | 0      | + 2 Runden  | 16    | 1:12,702 (49.)   |
| 08   | Michele Alboreto   | Ferrari                | 78     | 0      | + 2 Runden  | 06    | 1:11,747 (62.)   |
| 09   | Derek Warwick      | Brabham-BMW            | 77     | 0      | + 3 Runden  | 14    | 1:12,976 (60.)   |
| 10   | Martin Brundle     | Tyrrell-Renault        | 77     | 0      | + 3 Runden  | 15    | 1:12,998 (64.)   |
| 11   | Christian Danner   | Arrows-BMW             | 76     | 0      | + 4 Runden  | 18    | 1:14,208 (40.)   |
| –    | Thierry Boutsen    | Arrows-BMW             | 67     | 0      | NC          | 21    | 1:12,847 (58.)   |
| –    | Patrick Tambay     | Lola-Ford              | 64     | 0      | DNF         | 13    | 1:12,472 (48.)   |
| –    | Johnny Dumfries    | Lotus-Renault          | 56     | 0      | DNF         | 12    | 1:12,572 (43.)   |
| –    | Jonathan Palmer    | Zakspeed               | 46     | 0      | DNF         | 22    | 1:14,689 (36.)   |
| –    | Philippe Streiff   | Tyrrell-Renault        | 43     | 0      | DNF         | 17    | 1:13,810 (43.)   |
| –    | Huub Rothengatter  | Zakspeed               | 32     | 0      | DNF         | 24    | 1:17,441 (25.)   |
| –    | Allen Berg         | Osella-Alfa Romeo      | 25     | 0      | DNF         | 26    | 1:19,574 (11.)   |
| –    | Gerhard Berger     | Benetton-BMW           | 22     | 0      | DNF         | 08    | 1:12,436 (16.)   |
| –    | Teo Fabi           | Benetton-BMW           | 7      | 0      | DNF         | 09    | 1:18,154 (06.)   |
| –    | Stefan Johansson   | Ferrari                | 5      | 0      | DNF         | 10    | 1:21,581 (04.)   |
| –    | Ayrton Senna       | Lotus-Renault          | 3      | 0      | DNF         | 01    | 1:12,882 (03.)   |
| –    | Piercarlo Ghinzani | Osella-Alfa Romeo      | 3      | 0      | DNF         | 25    | 1:17,832 (02.)   |
| –    | Alessandro Nannini | Minardi-Motori Moderni | 3      | 0      | DNF         | 19    | 1:17,795 (02.)   |
| –    | Andrea de Cesaris  | Minardi-Motori Moderni | 3      | 0      | DNF         | 23    | 1:17,683 (02.)   |
| –    | Alan Jones         | Lola-Ford              | 2      | 0      | DNF         | 20    | 1:17,860 (02.)   |

## WM-Stände nach dem Rennen
Die ersten sechs des Rennens bekamen 9, 6, 4, 3, 2 bzw. 1 Punkt(e). In der Fahrerwertung wurden die besten elf Resultate, in der Konstrukteurswertung alle Resultate gewertet.

### Fahrerwertung
| Pos. | Fahrer           | Konstrukteur        | Punkte |
| ---- | ---------------- | ------------------- | ------ |
| 01   | Alain Prost      | McLaren-TAG-Porsche | 38     |
| 02   | Nigel Mansell    | Williams-Honda      | 38     |
| 03   | Ayrton Senna     | Lotus-Renault       | 36     |
| 04   | Nelson Piquet    | Williams-Honda      | 23     |
| 05   | Keke Rosberg     | McLaren-TAG-Porsche | 17     |
| 06   | Jacques Laffite  | Ligier-Renault      | 14     |
| 07   | René Arnoux      | Ligier-Renault      | 8      |
| 08   | Stefan Johansson | Ferrari             | 7      |
| 09   | Michele Alboreto | Ferrari             | 6      |
| 10   | Gerhard Berger   | Benetton-BMW        | 6      |
| 11   | Riccardo Patrese | Brabham-BMW         | 2      |
| 12   | Teo Fabi         | Benetton-BMW        | 2      |
| 13   | Martin Brundle   | Tyrrell-Renault     | 2      |
| 14   | Thierry Boutsen  | Arrows-BMW          | 0      |
| 15   | Philippe Streiff | Tyrrell-Renault     | 0      |

| Pos. | Fahrer             | Konstrukteur                   | Punkte |
| ---- | ------------------ | ------------------------------ | ------ |
| 16   | Johnny Dumfries    | Lotus-Renault                  | 0      |
| 17   | Jonathan Palmer    | Zakspeed                       | 0      |
| 18   | Elio de Angelis    | Brabham-BMW                    | 0      |
| 19   | Patrick Tambay     | Lola-Hart/-Ford                | 0      |
| 20   | Marc Surer         | Arrows-BMW                     | 0      |
| 21   | Derek Warwick      | Brabham-BMW                    | 0      |
| 22   | Alan Jones         | Lola-Hart/-Ford                | 0      |
| 23   | Christian Danner   | Arrows-BMW / Osella-Alfa Romeo | 0      |
| 24   | Huub Rothengatter  | Zakspeed                       | 0      |
| –    | Alessandro Nannini | Minardi-Motori Moderni         | 0      |
| –    | Andrea de Cesaris  | Minardi-Motori Moderni         | 0      |
| –    | Piercarlo Ghinzani | Osella-Alfa Romeo              | 0      |
| –    | Eddie Cheever      | Lola-Hart/-Ford                | 0      |
| –    | Allen Berg         | Osella-Alfa Romeo              | 0      |

### Konstrukteurswertung
| Pos. | Konstrukteur        | Punkte |
| ---- | ------------------- | ------ |
| 01   | Williams-Honda      | 61     |
| 02   | McLaren-TAG-Porsche | 56     |
| 03   | Lotus-Renault       | 36     |
| 04   | Ligier-Renault      | 22     |
| 05   | Ferrari             | 13     |
| 06   | Benetton-BMW        | 8      |
| 07   | Brabham-BMW         | 2      |

| Pos. | Konstrukteur           | Punkte |
| ---- | ---------------------- | ------ |
| 08   | Tyrrell-Ford           | 2      |
| 09   | Arrows-BMW             | 0      |
| 10   | Zakspeed               | 0      |
| 11   | Lola-Hart/-Ford        | 0      |
| –    | Osella-Alfa Romeo      | 0      |
| –    | Minardi-Motori Moderni | 0      |